# 29 (tal)
 For alternative betydninger, se 29 (flertydig). (Se også artikler, som begynder med 29)
29 er et ulige heltal og det naturlige tal, som kommer efter 28 og efterfølges af 30.

## I matematik
- Det 10. primtal,[1] og tvilling med 31
- Et pythagoræisk primtal (4×7 + 1 = 52 + 22)

## Andet
- Der er 29 dage i februar, hvis det er skudår.
- Der er 29 bogstaver i det danske alfabet, uanset at børnesangen siger at "28 skal der stå".
- 29 er atomnummeret på grundstoffet kobber
- En 29'er er en jolletype
- En myg har 29 tænder.